# WETA-TV
El Canal 26 de Washington D.C., más conocida por su código de identificación WETA-TV, es una estación de televisión abierta estadounidense que se encuentra afiliada a la cadena Public Broadcasting Service (PBS). Es propiedad de la organización Greater Washington Educational Telecommunications Association y posee sus oficinas centrales en el condado de Arlington, Virginia. Su antena transmisora se ubica en el cuadrante noroeste de Washington D. C., en el barrio de Tenleytown. 
Algunos programas producidos por la emisora que PBS distribuye en todo el país son PBS NewsHour, Washington Week y varios bloques culturales y de documentales tales como A Capitol Fourth.

## Historia
En 1952, la Comisión Federal de Comunicaciones (FCC) asignó 242 canales para uso no comercial en todo Estados Unidos. El canal 26 se asignó para su uso en Washington D. C. En 1953, se formó la Asociación de Televisión Educativa del Gran Washington (GWETA) para desarrollar la programación del canal 26. GWETA reconoce a Elizabeth Campbell como la fundadora de la organización. Al comienzo, y antes de que se le concediera una licencia para su propio canal, GWETA producía programación educativa para WTTG.
GWETA finalmente recibió una licencia de la FCC para activar el canal 26. WETA-TV salió por primera vez al aire el 2 de octubre de 1961. WETA originalmente operaba en la Yorktown High School. La estación luego trasladó sus estudios al campus de la Universidad de Howard en 1964. En 1967, WETA comenzó a producir Washington Week in Review (ahora simplemente titulado Washington Week), un programa de discusión política que se convirtió en el primer programa de la estación en ser distribuido a nivel nacional a otras estaciones educativas no comerciales.

## Televisión digital terrestre

### Subcanales virtuales
El Canal 26 transmite de forma multiplexada por el canal 31 UHF de Washington D. C.:
| Número | Resolución | Relación de aspecto | PSIP    | Programación        |
| ------ | ---------- | ------------------- | ------- | ------------------- |
| 26,1   | 720p       | 16:9                | WETA-HD | Señal principal/PBS |
| 26,2   | 720p       | 16:9                | WETA UK | WETA UK             |
| 26,3   | 480i       | 4: 3                | Kids    | PBS Kids            |
| 26,4   | 480i       | 4: 3                | WORLD   | WETA World          |
| 26.5   | 720p       | 16:9                | METRO   | WETA Metro          |

El subcanal virtual 26.2, WETA UK, es una señal producida por el Canal 26 compuesta por contenidos realizados en el Reino Unido. El subcanal 26.5, WETA Metro, también es producida por la misma emisora y se compone de repeticiones diferidas de noticieros y programas de interés local.

### Apagón analógico
La emisora cesó sus emisiones analógicas por el canal 26 UHF de Washington D. C. el 12 de junio de 2009, fecha del apagón analógico en Estados Unidos para teledifusoras de alta potencia al nivel federal. La estación siguió emitiendo por la TDT por el canal 27 UHF hasta 2019, cuando se trasladó al canal 31 UHF. No obstante, mediante el uso de PSIP, mantuvo la numeración 26 como canal virtual.